# Triny Beckius
Triny Weber-Beckius (Mertert, 1942 - Echternach, 2023) was een Luxemburgs kunstschilder.[

## Leven en werk
Triny Beckius is een dochter van de schilder Jean-Pierre Beckius (1899-1946) en Gabrielle Breyer, en een stiefdochter van de schilder Roger Steffen. Na de École d'artisans studeerde ze aan de École nationale supérieure des beaux-arts (1960-1966) in Parijs en de Rijksakademie van beeldende kunsten (1966-1968) in Amsterdam.
Beckius schildert onder meer landschappen en stadsgezichten. Ze is lid van de kunstenaarsvereniging Cercle Artistique de Luxembourg (CAL), waar ze sinds 1961 deelneemt aan de salons. Solo-exposities had ze onder andere bij Galerie Bradtké (1966), Interart (1969) en Galerie Le Cadre (1971). In 1966 vertegenwoordigde ze Luxemburg op de Salon européen des femmes-peintres in Nancy, samen met Georgette Beljon, Monique Brackel, Solange Frégnac, Thérèse Frégnac, Josée Gloden, Nina Grach-Jascinsky, Marie-Ange Heiden, Christiane Heinen, Huguette Heldenstein, Erny Heuertz, Loulou Heuertz, Valérie Kuborn, Ger Maas, Hélène Meer, Marie-Jeanne Molitor, Irène Nadler, Vanna Solofrizzo, Germaine Spiesse en Lily Unden. In 1988 ontving ze op de Salon du CAL de Prix mention du public.

## Enkele werken
- ontwerp medaille voor het Ministere Education Physique et des Sports.[9]

- Musée national d'archéologie, d'histoire et d'art: lkl004163